# Ріаннон (кратер)
Кратер Ріаннон (англ. Craters Rhiannon) — метеоритний кратер на Європі, супутнику Юпітера.

## Характеристики
Утворився на місці падіння на поверхню супутника Європа космічного метеорита, якого притягнув у свою орбіту масивний Юпітер. Внаслідок чого сформувався ударний кратер з діаметром 15,9 кілометра. Центр кратера знаходиться за координатами 80.9° пд. ш., та 194.9° зх. д.
Вперше про льодовий кратер довідалися у 2000 році, після дослідження поверхні супутника телескопами з Землі. Названий за іменем Ріаннони, богині коней у валлійській міфології.